# グーシ・ハーン
グーシ・ハーン（Güsi Qaγan、中国語：顧實汗 / 固始汗、現代モンゴル語：Гүүш-Хаан、1582年 - 1655年1月14日）、別名グシリ・ハーン、本名トゥルバイフ（オイラト語: Töröbaikhu，現代モンゴル語（ハルハ語）: Төрбайх トゥルバエフ）は、17世紀中頃のオイラト八部のひとつホシュート部の部族長。チベットに遠征し、ダライ・ラマの権威の下にグシ・ハン王朝を樹立した。資料によってはグシ・ハン、グシ・ハーンとも表記される。

## 生涯
チベット仏教においてゲルク派とカルマ派の抗争が激化すると、それぞれの施主を務めていたモンゴル領主たちの間でも争いが起こった。カルマ派支持者であったチャハル部長リンダン・ハーンの死後、彼に続いたハルハ左翼部のチョクト・ホンタイジは青海地方に侵攻し、そこにいたゲルク派のトメト部，ヨンシエブ部，オルドス部の勢力を滅ぼして青海地方を占領した（1635年）。ここに至ってゲルク派は新たな施主にオイラトを選び、青海のチョクト・ホンタイジらカルマ派を征討するよう要請した。
1636年、オイラトのホシュート部長であったトゥルバイフはこの要請に応じ、暮の結氷期を利用して一万のオイラト軍を青海に侵攻させた。トゥルバイフは翌年（1637年）までに三万のチョクト・ホンタイジ軍を殲滅し、その冬にゲルク派の座主であるダライ・ラマ5世から「テンジン・チューキ・ギャルポ（持教法王、護教法王）」の称号を授かった。「テンジン・チューキ・ギャルポ」はモンゴル語で「シャジンバリクチ・ノミン・ハーン（śasin i bariγci nom un qaγan、護教法王）」あるいは「グーシ・ノミン・ハーン（国師法王）」（以後、グーシ・ハーン）と呼ばれたが、これによってモンゴルのチンギス・カン直系ではない者がハーン位を名乗ることとなった。グーシ・ハーンはこの遠征に同行したジュンガル部長のホトゴチンに「バートル・ホンタイジ（勇敢なる副王）」の称号を授けて自分の娘と結婚させ、オイラト本国の統治を任せた。
こうして青海を平定したグーシ・ハーンは1640年にツァン軍とその味方であるモンゴルのチャハル部およびハルハ部（これら東モンゴルは同時に東から満州族の侵略を受けていた）を打ち破り、カムを平定。1642年にはツァン地方も平定してチベット全土を統一すると、チベット王の位に就き、ダライ・ラマ5世をチベット仏教界の教主に推戴した（ダライ・ラマ政権の始まり）。
グーシ・ハーンの子孫はその後も青海草原で遊牧しながら、名目上ではあるが代々のチベット王の位に就いた。彼の10人の息子のうち8人はアムドで戦略的に重要な青海湖周辺を治めた。

## 子女
息子
グーシ・ハーンには10人の息子がいたが、そのうち8人が青海に残され、青海湖周辺の牧地に拠って左右翼に分かれていた。『表伝』ではこれを「和碩特（ホシュート）八台吉」あるいは「青海八台吉」と記している。「八台吉」というのは青海ホシュート部長となるオチル・ハン・ダヤンと、おそらく世を去ってしまったゴンボ・チャグンを抜かした8人を指す。
1. オチル・ハン・ダヤン（Ocir qan Dayan、鄂斉爾汗達延）
2. セチェン・ダイチン（Secen dayicing、車臣岱靑鄂木布）
3. ダランタイ（Dalantai、達蘭泰）
4. ダライ・ウバシ・バヤン・アブガイ・アユシ（Dalai ubasi Bayan abuγai ayusi、達賴烏巴什巴延阿布該阿玉什）
5. イルドゥチ（Ildüci、伊勒都斉）
6. ダライ・バガトゥル・ドルジ（Dalai baγatur Dorji、達賴巴図爾多爾済）
7. エルデニ・ダイチン・ホルムシ（Erdeni dayicing Qormuši、額爾徳尼岱靑瑚魯木什）
8. イルドゥン・サンガルジャイ（Ildün Sanγarjai、伊勒登桑噶爾札）
9. ゴンボ・チャグン（Gömbü caγun、滾布察渾）
10. ダシ・バガトゥル（Dasi baγatur、達什巴図爾）

娘
- アミンターラ…ジュンガルのバートル・ホンタイジの妻であり、ガルダン・ハーンの母。

## 参考資料
- 宮脇淳子『モンゴルの歴史 遊牧民の誕生からモンゴル国まで』（刀水書房、2002年、ISBN 4887082444）
- 佐藤長『中世チベット史研究』（同朋舎出版、1986年、ISBN 4810404927）